# EHPT
EHPT, ursprungligen Ericsson Hewlett-Packard Telecommunications var en oberoende mjukvaruleverantör till telekomoperatörer världen över, och bildades som ett samriskföretag mellan Hewlett Packard och Ericsson 1993. I september 2001 köpte Ericsson ut HP ur bolaget och under 2002 likviderades bolaget och assimilerades in i Ericsson.
De kompetensområden som fanns inom EHPT inom faktureringslösningar och driftstödssystem kom att utgöra en del av Ericssons framtida Multi Media Applications portfölj. Ett flertal av de produkter/programvaror som utvecklats av EHPT kom också att säljas ut till andra mindre företag. 
Huvuddelen av utvecklingsverksamheten drevs i Göteborg/Mölndal, Stockholm och Grenoble samt mot slutet i Delhi. EHPT hade egna kontor även i Dallas, Mexiko, São Paulo, Kuala Lumpur och London samt mindre säljkontor på en del andra platser.